# 이계성
이계성 (李啓星, 1977년 12월 3일 ~ )은 전 KBO 리그 삼성 라이온즈, 쌍방울 레이더스, 롯데 자이언츠의 선수였다. 현재는 한국 야구 위원회의 심판위원이다.
한편, 계약금 1억원을 받아 삼성에 입단했지만 성균관대 진학이 예정됐음에도 수능 점수  미달로 탈락한 터라 삼성 구단으로부터 많은 계약금을 약속받고 일부러 수능을 망친 것이 아니냐는 의혹을 받아왔다.
게다가, 프로 입단 첫 해인 1996년 오키나와 전지훈련 도중 타구에 왼쪽 눈을 맞아 시신경을 다치면서 꼬이기 시작하여 2군에서만 머물다가 이따금 1군에 올라와 백업 외야수로 출장할 정도였다.
그 뒤,  1998년 12월 삼성이 쌍방울의 중심타자 김기태와 특급 계투 김현욱을 트레이드로 영입하자 그 반대급부로 양용모와 함께 쌍방울 유니폼을 입었으나 역시 1군에서도 별다른 활약이 없었고 같은 해 12월 김광현과의 맞트레이드를 통해 삼성 복귀를 했는데 김광현은 쌍방울이 2000년 1월 해체된 후 그 주축 선수들을 필두로 창단된 신생 SK로 이적했으며 선수협 파동 때문에 미운털이 박혀   이 해를 끝으로 유니폼을 벗었다.
이후, 삼성이 2001년 2월 롯데와의 트레이드로 마해영을 영입하자 김주찬과 함께 롯데로 이적하면서 삼성에 돌아온 지 1년 만에 또다른 유니폼으로 갈아입었는데 롯데 이적 첫 해인 2001년에는 호세가 지명타자를 맡으면서 주전 우익수로 100경기 넘게 출전하며 커리어 하이를 기록했지만 시즌 최종 타율이 2할 5푼에 못 미치면서 다음 해부터는 다시 백업으로 밀려나 또다시 1,2군을 전전하는 처지가 됐고 결국 2005년을 끝으로 방출됐다.

## 출신 학교
- 신일고등학교